# هلا أيلا
هلا آيلا (مواليد 1957) هي فنانة ومصورة أمريكية عراقية، تعيش حاليًا في سان فرانسيسكو ، كاليفورنيا. وهي معروفة بنشاطها وهي مناصرة لحقوق المرأة وتعمل أيضًا على تشجيع السلام والتفاهم بين العالم العربي والغرب. تنعكس هذه الأسباب في أعمالها الفنية.

## النشأة والوظيفة
ولدت آيلة في بغداد بالعراق ونشأت في بغداد وبيروت في لبنان. قسمت آيلا وقتها بين العراق ولبنان والمملكة العربية السعودية وبعد ذلك عاشت في أوروبا لمدة 15 عامًا قبل أن تسافر إلى الولايات المتحدة في عام 1991 وتستقر أخيرًا في سان فرانسيسكو.
حصلت على بكالوريوس إدارة الأعمال من جامعة السوربون في باريس وكذلك ماجستير (تسويق وأعمال) من الكلية الأمريكية في لندن وجامعة ويبستر في جنيف. كما قامت بدورات فنية في كلية مارين في كاليفورنيا.
مع أكثر من 30 عامًا من الخبرة كمصورة، بدأت الرسم في أوائل الثلاثينيات من عمرها وتجمع الآن بين التصوير الفوتوغرافي والرسم والكولاج لإنشاء صور فوتوغرافية فريدة من نوعها باستخدام الوسائط المختلطة من رحلاتها إلى الشرق الأوسط. إنها تستفيد بشكل مكثف من عمليات النقل التي تستخدمها لإنشاء صور متعددة الطبقات ذات ملمس وتعقيد.
هي ناشطة مدافعة عن حقوق المرأة وتعمل أيضًا على تشجيع السلام والتفاهم بين العالم العربي والغرب. تنعكس هذه الأسباب في أعمالها الفنية وظهورها العام. ألقت كلمة رئيسية في الأجتماع السنوي للصليب الأحمر حيث تحدثت عن الإرث التاريخي للعرب وتأثيرة على عالم اليوم ظهرت أيلا أيضًا في الإذاعة والتلفزيون الوطنية والمحلية مثل برنامج «صباح الخير يا أمريكا» على قناة ABC كبطل لثقافة الفن العربي والإنسانية.

## عمل
من السمات المميزة لعمل أيلا استخدام الزخارف العربية مثل الخط والأنماط الهندسية للأرابيسك. يتم إنتاج الكثير من أعمالها في سلسلة، مع تخصيص كل سلسلة لمنطقة جغرافية محددة. سلسلتها الأولى كانت بعنوان «العالم العربي يكشف النقاب». والثاني هو ألغاز مصر، والثالث الذي ركز على بلاد الشام (لبنان وسوريا والأردن) بعنوان سحر كل يوم. سلسلة لاحقة كانت تسمى سحر المغرب. 
عُرضت أعمالها في جميع أنحاء العالم العربي والمملكة المتحدة وأوروبا والولايات المتحدة.

### حدد قائمة الأعمال الفنية
- الخط 2005
- الحالم (من سلسلة ألغاز مصر) 2005
- رجل على جمل [من العالم العربي سلسلة كشف النقاب]. ج. 2005
- معبد حورس [من سلسلة مكشوف العالم العربي]. ج. 2005
- سحر المغرب تاريخ غير معروف
- سحر كل يوم في بلاد الشام، التاريخ غير معروف

### المعارض
- 2004-2006: كشف النقاب عن العالم العربي، سان أنسيلمو إن وغاليري، سان أنسيلمو، كاليفورنيا [6] [7]
- 2005: كشف النقاب عن العالم العربي، القصبة، سان فرانسيسكو، كاليفورنيا [8] [7]
- 2005: كشف النقاب عن العالم العربي، Lehrer Gallery ، Larkspur ، CA [6] [7]
- 2005: كشف النقاب عن العالم العربي، غاليري ميندوسينو، ميندوسينو، كاليفورنيا [6] [3]
- 2006: كشف النقاب عن العالم العربي، معهد كاليفورنيا للدراسات المتكاملة، سان فرانسيسكو، كاليفورنيا [6] [4]
- 2006: كشف النقاب عن العالم العربي، مركز سان فرانسيسكو الثقافي العربي، سان فرانسيسكو، كاليفورنيا [6] [4]
- 2006-2007: غاليري Le Tire Bouchon ، فيرجينيا، الولايات المتحدة [6] [4]
- 2006: استوديو سافانا، لندن [8]
- 2006: صالة الكوفة، لندن [6]
- 2006: غاليري آية، لندن [6]
- 2007: أرض السحر، المركز الثقافي العربي في وادي السيليكون، ساراتوجا، كاليفورنيا [8] [4]
- 2007: النساء البابليات: أربع أعمال فنية من كاليفورنيا لها جذور في العراق، معرض الرمان، سوهو، نيويورك، 6-27 سبتمبر 2007 [8] [9]
- 2007: مدرسة كاب كالواي للفنون، ويلمنجتون، دي. [8]
- 2008: معرض جسر الأمل العراقي الأمريكي، ويلمنجتون، دي. [8]
- 2008: معرض إسين، سوساليتو، كاليفورنيا [8]